# Josef Pavel (1952)
Josef Pavel (* 1. října 1952 Opava) je regionální politik ODS, v letech 2000 až 2008 hejtman Karlovarského kraje.

## Vzdělání a profesionální kariéra
Absolvoval Střední ekonomickou školu v Karlových Varech a Střední hotelovou školu v Mariánských Lázních. Od roku 1973 pracoval jako provozní referent, od roku 1976 jako vedoucí střediska Lázeňského hotelu Thermal v Karlových Varech. V roce 1985 dokončil Právnickou fakultu Univerzity Karlovy.
V letech 1986 až 1996 byl náměstkem a ředitelem karlovarského Grandhotelu Pupp. Od roku 2008 byl generálním ředitelem lázeňského hotelu Thermal v Karlových Varech. V polovině července 2014 jej z funkce odvolalo nové předsednictvo státní firmy Thermal-F, která hotel řídí, a to kvůli nespokojenosti akcionáře (tj. Ministerstvo financí ČR pod vedením Andreje Babiše) s hospodářskými výsledky společnosti v posledních letech.

## Politická kariéra
V roce 1996 byl za ODS zvolen primátorem města Karlovy Vary a poté znovu v roce 1998. V roce 2000 byl zvolen hejtmanem Karlovarského kraje a znovu v roce 2004. Se vstupem České republiky do Evropské unie se stal i členem evropského Výboru regionů.
V krajských volbách 2008 za ODS neúspěšně kandidoval na znovuzvolení hejtmanem, když jím vedená kandidátka získala jen 18,08% hlasu, zatímco ČSSD 31,39% hlasů.
Ve volbách 2010 kandidoval do senátu za obvod č. 1, z prvního kola postoupil se ziskem 15,32 % hlasů spolu s dosavadním senátorem Janem Horníkem (22,25 %), ve druhém kole obdržel 28,24 % hlasů a nebyl zvolen.